# Polychaos
Polychaos – rodzaj ameb należących do supergrupy Amoebozoa w klasyfikacji Cavaliera-Smitha.
Należą tutaj następujące gatunki:
- Polychaos annulatum (Penard, 1902) Smirnov et Goodkov 1998[2]
- Polychaos dubium (Schaeffer, 1916) Schaeffer 1926[2]
- Polychaos fasciculatum (Penard, 1902)[3]
- Polychaos nitidubium Bovee, 1970[2]